# Kalliojärvi (sjö i Päijänne-Tavastland, lat 60,98, long 25,92)
Kalliojärvi är en sjö i Finland. Den ligger i kommunen Nastola i landskapet Päijänne-Tavastland, i den södra delen av landet, 100 km nordost om huvudstaden Helsingfors. Kalliojärvi ligger 114,2 meter över havet. I omgivningarna runt Kalliojärvi växer i huvudsak blandskog. Arean är 58,9 hektar och strandlinjen är 8,37 kilometer lång. Sjön  ingår i Kymmene älvs huvudavrinningsområde. 